# Авіаквиток

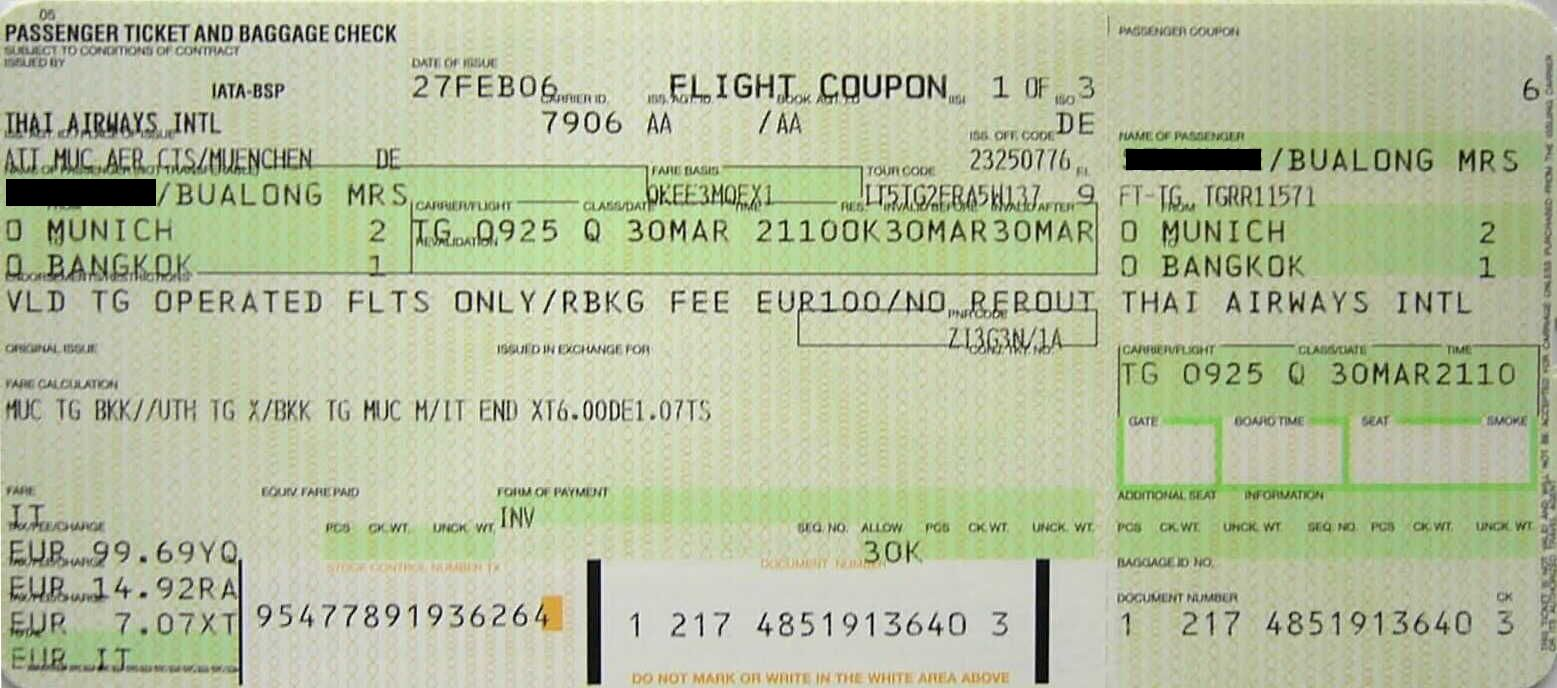
польотний купон

Авіаквиток — договір про перевезення між авіакомпанією і пасажиром, що надає право на послуги авіаційної пасажирської перевезення , у вигляді іменного документа встановленого зразка. Квиток є засобом контролю і підлягає обов'язковій реєстрації перед вильотом, після реєстрації пасажир отримує посадковий талон. Авіаквиток виписується турагентом (посередником Міжнародної асоціації повітряного транспорту) або безпосередньо в авіакомпанії. 

## Загальні дані
Авіаквиток — це книжка, що складається з контрольного купона, звітного купона, декількох (від 1 до 4) польотних купонів, пасажирського купону та вкладку. 
- Контрольний купон при продажу квитка залишається у агента, який продав квиток, для організації його власної внутрішньої звітності.
- Звітний купон при продажу квитка залишається у агента і надалі передається в органи, що здійснюють взаєморозрахунки між агентами по продажу квитків і авіакомпаніями.
- Кожен польотний купон дійсний для перевезення пасажира і його багажу протягом зазначеного в ньому ділянки маршруту. Кількість польотних купонів залежить від обраного маршруту: один — рейс з А в Б; два — рейс з А в Б і назад або рейс з А в Б через С; більше двох. При реєстрації замість польотної купона видається посадковий талон із зазначенням місця в літаку.
- Пасажирський купон відображає весь маршрут перевезення.
- На вкладці описуються умови договору перевезення, основні права та обов'язки пасажира і авіакомпанії.

Авіаквиток містить особисті дані пасажира: прізвище, ім'я, по батькові; найменування перевізника та агентства, що видав квиток, дані про рейсі: дату вильоту, дату прильоту, рейс, клас броні, загальну вартість авіаквитка, пункти прямування авіапасажирів. 
В результаті технічного розвитку з 1990 року (електронний обмін даними Інтернет) паперова форма авіаквитка вимирає і замінюється на електронну, принаймні, у більшості європейських авіакомпаній.